# Głowa w chmurach
Głowa w chmurach (ang. Head in the Clouds) – kanadyjsko-brytyjsko-amerykański melodramat wojenny z 2004 roku w reżyserii Johna Duigana. Zdjęcia kręcono w Londynie, Cambridge, Montrealu i Paryżu.

## Obsada
- Charlize Theron - Gilda Bessé
- Penélope Cruz - Mia
- Stuart Townsend - Guy
- Thomas Kretschmann - Major Franz Bietrich
- David La Haye - Lucien
- Allen Altman - Raoul
- Élisabeth Chouvalidzé - Madame
- Sophie Desmarais - Élodie
- John Jorgenson - Django Reinhardt
- Mark Antony Krupa - Goltz
- Rachelle Lefèvre - Alice
- Andy Mackenzie - Joseph Reinhardt
- Vanya Rose - Venetia
- Amy Sloan - Linda
- Linda Tomassone - Molly Twelvetrees
- Karine Vanasse - Lisette

i inni